# Mendlik Alajos
Mendlik Alajos (Pécs, 1843. június 21. – Budapest, Józsefváros, 1921. december 4.) főreáliskolai tanár. Mendlik János fia, Mendlik Ágoston, Mendlik Ferenc, Mendlik Mihály és Mendlik Teréz testvére.

## Élete
Mendlik János és Kraiterer Magdolna fiaként született. Középiskoláit szülővárosában végezte éls a pesti egyetemen 1880-ban nyert tanári oklevelet. Reáliskolai tanár volt a székesfehérvári, a budapesti II. és VIII. kerületi főreáliskolákban és több mint két évtizedig a belvárosi főreáliskolában a francia nyelv tanára. 1899-ben Franciaországban és Olaszországban tanulmányozta a modern nyelvek tanítását és a katonai nevelőintézeteket, a honvédelmi miniszter megbízásából írt tankönyvének előtanulmányaként. Halálát agyvérzés és idült veselob okozta. Felesége Rosznágl Anna volt.
Eredeti cikkei és fordításai a székesfejérvári hírlapokban és a Természettudományi Közlönyben (1875. Kigyó-méret, Uj robbanószer, Hideg pinczék és ford. Boussingault, Favre, Hughes és Nägeli után) jelentek meg.

## Munkái
- A gázvilágítás, népszerű modorben. Székesfejérvár, 1872. (2. bőv. kiadás. Bpest, 1879. Németül. Uo. 1879.).
- Az ásványtan elemei, algymnasium és reáliskolák számára. Dorner József után ford. Bpest, 1876. (3. átdolg. kiadás. Névtelenül).
- Geologia, írta: Archibald Geikie, angolból ford. Uo. 1878. 48 ábrával.
- Miből lesz a termés? Kézikönyv a légkörről és a talajról; írta Johnson W. Sámuel, angolból ford. Uo. 1878. (A kir. m. természettud. társulat Kiadványa XIV.).
- A növénytan elemei. A gymnasium és reáltanodák alsóbb osztályai és a polgári iskolák használatára. Dorner József után. Átvizsgálta ... Uo. 1879. (2. kiadás).
- Franczia olvasmányok kezdők számára. Uo. 1880. (2. kiadás 1884., 3. kiad. 1896., 4. k. 1899., 5. k. 1901. Uo.).
- Lectures françaises à l'usage des écoles publiques. Première partie. Uo. 1881. (2. kiadás 1883., 3. k. 1884. Uo.). II. et III. P. Uo. 1884.
- A növények élete. A növényvilág leírása. Írta Henry Emery, francziából ford. Uo. 1883. (Király Pállal együtt).
- Lettres françaises. Uo. 1884.
- Questionnaire aux lectures françaises à l'usage des écoles publiques. I. Partie. Uo. 1884.
- Franczia gyakorlatok, betűrendes franczia-magyar és magyar-franczia szótárral. Kezdők számára. Uo. 1890. (2. kiadás. Uo. 1900.).
- Franczia nyelvkönyv, olvasókönyv, gyakorlókönyv, nyelvtan, kezdők számára. Uo. 1890. (Ism. Egyetemes Philol. Közlöny 1889. 2. kiadás. Uo. 1897.).
- Franczia olvasó- és fogalmazókönyv kereskedelmi iskolák számára. Uo. 1893.
- Franczia nyelvtan gyakorlatokkal. Uo. 1896.
- Kis franczia nyelvtan. Uo. 1896.
- Franczia levelek és levelezések kereskedelmi iskolák számára. Uo. 1898.
- Franczia nyelv, tankönyv a m. kir. honvéd nevelő- és képzőintézetek számára, a nagymélt. honvédelmi miniszter megbízásából. Uo. 1899-1900. Két rész.
- Le siège de Paris. Sarcey után ford. Pozsony, 1901. (Magyarázó jegyzetekkel).